# Реј Хаутон
Рејмонд Џејмс Хаутон (енгл. Raymond James Houghton; Глазгов, 9. јануар 1962) бивши је ирски фудбалер, рођен у Шкотској.

## Каријера

### Клуб
Дебитовао је 1979. године за Вест Хем јунајтед. Провео је три сезоне као део тима популарних Чекићара, али није успео да се пробије у главни тим, играо је у само једном првенственом мечу.
Након тога, од 1982. до 1987. играо је за Фулам и Оксфорд јунајтед.
Својом игром је привукао пажњу представника стручног штаба Ливерпула, у који је дошао лета 1987. године. Играо је за „редсе” наредних пет сезона . Већину времена проведеног у Ливерпулу био је стандардни првотимац. За то време је два пута освојио титулу шампиона Енглеске, постао двоструки освајач ФА купа и троструки победник Суперкупа Енглеске у фудбалу.
Након тога бранио је боје неколико енглеских клубова Астон Вила, Кристал Палас и Рединг.
Професионалну играчку каријеру завршио је у нижелигашком клубу Стивениџ за који је играо током сезоне 1999/00.

### Репрезентација
Дебитовао је за сениорску репрезентацију Ирске 26. марта 1986. године. Одиграо је 73 утакмице за државни тим и постигао 6 голова.
Као део националног тима учествовао је на Европском првенству 1988. у Западној Немачкој, на Светском првенству 1990. у Италији и Светском првенству 1994. у САД. Памти се његов гол на Европском првенству 1988. против вечитог ривала Енглеске у групној фази, за победу од 1:0. Гол за победу постигао је против Италије на Светском првенству 1994, такође у групној фази.

## Успеси
Оксфорд јунајтед
- Лига куп: 1985/86.

Ливерпул
- Прва дивизија Енглеске: 1987/88, 1989/90.
- ФА куп: 1988/89, 1991/92.
- Комјунити шилд: 1990.

Астон Вила
- Лига куп: 1993/94.[4]